# 库布许茨
库布许茨（德語：Kubschütz）是德国萨克森州的市镇，隶属于包岑县。总面积为43.64平方千米，截至2023年12月31日总人口为2,490人。